# Nunta lui Figaro (film din 1959)
Nunta lui Figaro (titlul original: în franceză Le Mariage de Figaro) este un film spectacol de teatru muzical, realizat în 1959 de regizorul francez Jean Meyer, după piesa omonimă a scriitorului Pierre Beaumarchais, pe muzica lui Wolfgang Amadeus Mozart, protagoniști fiind actorii Jean Piat, Jean Meyer, Louis Seigner, Georges Descrières. 

## Distribuție
- Jean Piat – Figaro
- Jean Meyer – Bazile
- Louis Seigner – Bartholo
- Georges Descrières – contele Almaviva
- Maurice Porterat – Doublemain
- Georges Baconnet – Brid'oison
- Louis Eymond – Bailiff
- Jean-Paul Roussillon – Grippe-Soleil
- Henri Tisot – Pedrille
- Micheline Boudet – Suzanne
- Yvonne Gaudeau – contesa Rosine Almaviva
- Denise Gence – Marceline
- Michèle Grellier – Cherubin
- Madame Bonnefoux – Fanchette
- Georges Chamarat – Antonio

## Origine
Titlul original al piesei de teatru a fost La Folle journée ou Le Mariage de Figaro, comedie din 1778 de Pierre Beaumarchais, premiera având loc în 27 aprilie 1784 la Comédie-Française